# 헨리 브랜든
헨리 브랜던(Henry Brandon, 1912년 6월 8일 ~ 1990년 2월 15일)은 미국의 배우이다.

## 출연 작품
- 마법의 성 2 (1988년)
- 에비타 페론 (1981년)
- 분노의 13번가 (1976년)
- When the North Wind Blows (1974)
- 겟 스마트 (1965년)
- 전투 (1962년)
- 미스터 에드 (1961년)
- 투 로드 투게더 (1961년)
- 선셋 77번가 (1958년)
- 앤티 맘 (1958년)
- 랜드 언노운 (1957년)
- 오마르 하이얌 (1957년)
- 밴디도 (1956년)
- 십계 (1956년)
- 수색자 (1956년)
- 카사노바의 빅 나이트 (1954년)
- 스파이 소동 (1954년)
- 베라 크루스 (1954년)
- 캐디 (1953년)
- 스케어드 스티프 (1953년)
- 타잔 - 렉스 바커 편 5 (1953년)
- 우주 전쟁 (1953년)
- 더 골든 호드 (1951년)
- 타잔의 마천 (1949년)
- 성난 파도 (1948년)
- 페일페이스 (1948년)
- 노스웨스트 아웃포스트 (1947년)
- 엣지 오브 다크니스 (1943년)
- 셰퍼드 오브 더 힐 (1941년)
- 벅 로저스 (1939년)
- 보 게스티 (1939년)
- 카벨 수녀 이야기 (1939년)
- 정복자 (1937년)
- 트레일 오브 더 론섬 파인 (1936년)
- 가든 오브 알라 (1936년)
- 장난감 나라 (1934년)

### 텔레비전
- 딜론 보안관 (1955년)
- 디즈니랜드 (1954년)